# Tartalés de Cilla
Tartalés de Cilla es una localidad del municipio burgalés de Trespaderne, en la comunidad autónoma de Castilla y León (España). 
La iglesia está dedicada a san Miguel.

## Localidades limítrofes
Confina con las siguientes localidades:
- Al norte con Mijangos.
- Al noreste con Trespaderne.
- Al este con Palazuelos de Cuesta Urria.
- Al suroeste con Cereceda.
- Al oeste con Panizares.

## Demografía
Evolución de la población
| Gráfica de evolución demográfica de Tartalés d Cilla entre 2000 y 2017 |
|                                                                        |
| Población de derecho (2000-2017) según el padrón municipal del INE     |

## Historia
Así se describe a Tartales de Cilla en el XIV tomo del Diccionario geográfico-estadístico-histórico de España y sus posesiones de Ultramar, obra impulsada por Pascual Madoz a mediados del siglo XIX:

Villa en la provincia, audiencia territorial, capitanía general y diócesis de Burgos (14 leguas), partido judicial de Villarcayo (4), ayuntamiento de la merindad de Cuesta Urría (2). Situada en un pequeño valle; le domina a corta distancia una gran peña, que le priva en invierno de la benéfica influencia del sol, de modo que para disfrutar de él salen los vecinos fuera de la población, al camino de Traspaderne; sin embargo, le combaten los vientos del N; su clima es frío, y las enfermedades más comunes son reumas y pulmonías. Tiene 13 casas; una iglesia parroquial (San Fermín), servida por un cura párroco, y contiguo a ella está el cementerio. El término confina N el camino de la Horadada; E el río Ebro; S montes de Oña y Panizares, y O los de Tartales de Montes. El terreno es de mediana calidad; le fertiliza el río mencionado, y un arroyo que cruza todo el valle; el monte está poblado de hayas y mata baja. Los caminos son locales. El correo se recibe de Oña. Producciones: cereales, lino, hortalizas y frutas; cría ganado cabrío y de cerda; y caza de perdices, palomas y jabalíes. Población: 10 vecinos, 38 almas. Capital productivo: 2.084.400 reales. Imponible: 199.020. Contribución: 12.226 reales, 2 maravedíes.
Diccionario geográfico-estadístico-histórico de España y sus posesiones de Ultramar